# Saint-Sigismond (Vendée)
Saint-Sigismond település Franciaországban, Vendée megyében. Lakosainak száma 424 fő (2022. január 1.). Saint-Sigismond Arçais, Benet, Damvix, Liez, Maillezais és Le Mazeau községekkel határos.

## Népesség
A település népessége az elmúlt években az alábbi módon változott:
| Lakosok száma | 406  | 400  | 407  | 406  | 413  | 419  | 421  | 422  | 424  |
|               | 2013 | 2015 | 2016 | 2017 | 2018 | 2019 | 2020 | 2021 | 2022 |